# Anomala zavattarii
Anomala zavattarii är en skalbaggsart som beskrevs av Gridelli 1939. Anomala zavattarii ingår i släktet Anomala och familjen Rutelidae. Inga underarter finns listade i Catalogue of Life.